# Liga I de Baschet Masculin
La Liga I de Baschet Masculin (precedentemente nota come Divizia B) è il secondo livello del campionato rumeno di pallacanestro.